# Липаев, Николай Филиппович
Николай Филиппович Липаев (26 апреля 1926, д. Озерковка Стерлитамакского кантона БАССР (сейчас — Стерлитамакский район РБ) — 1 ноября 1994, Ишимбай) — советский хозяйственный деятель. В 1971—94 директор Ишимбайского станкозавода.Заслуженный строитель Российской Федерации (1992).
Первый руководитель треста «Ишимбайгоргаз» (1959—1963), первый директор Ишимбайского станкозавода (1971—1994).
Остается впамяти людей как выдающийся организатор производства.
В тресте «Ишимбайгоргаз» за «четыре года создал из специалистов газокомпрессорного хозяйства, нефтепереработчиков, промысловиков коллектив газовиков. Было проложено около 20 км газовых сетей, построено 10 ГРП.»
Заводчане, те, кто знал Липаева, вспоминают: «Себя не жалел, а к подчинённым относился с уважением, о рабочих особо заботился».
«Коллектив освоил при нем производство более 30 видов наименований продукции: станков, передвижных установок, прицепов, бытовых вагонов и многого другого. Забота о людях труда со стороны директора завода всегда была конкретной и масштабной. Например, в 1980 году на предприятии открыли столовую на 150 мест. … С 1975 по 1992 годы заводчане построили для себя пять жилых домов на 367 квартир. В 1992 году ввели в эксплуатацию детский сад с бассейном на 190 мест… Во время летних каникул всем желающим предоставлялись путевки в загородный пионерский лагерь. В 1977 году на предприятии открыли медицинский пункт».

## Трудовая деятельность
С 1942 работал на Ишимбайском НПЗ: слесарь, с 1951 начальник установки, с 1953 секретарь партийного комитета.
С 1955 председатель колхоза «Красное Знамя» Макаровского района БАССР.
С 1957 в Ишимбае: завотделом коммунального хозяйства, с 1959 управляющий трестом «Ишимбайгоргаз», с 1963 заместитель председателя городского совета депутатов трудящихся.
В 1971 году поставлен директором нового машиностроительного завода, руководя коллективом, который сам же сформировал, 23 года.

## Награды
Ордена Ленина (1986), Трудового Красного Знамени (1981).